# Kenisha Pascal
Kenisha Pascal là một vận động viên chạy đường dài và cự ly trung bình của Grenada. Cô đã lập kỷ lục quốc gia Grenada cho bán marathon vào năm 2003 với thời gian 2: 14,18. Sau khi giành được ba huy chương Vàng và một bạc tại năm 2016, Kenisha đã được trao giải thưởng Veda Bruno cho nữ xuất sắc nhất tại Giải vô địch OECS. Vào ngày 4 tháng 11 năm 2018 Kenisha đã giành chiến thắng trong trận lượt về 10K Nam Mỹ được tổ chức tại Guyana.

## Thành tích giải đấu
| Năm                  | Giải đấu                                                  | Địa điểm                               | Thứ hạng             | Nội dung             | Chú thích            |
| Representing Grenada | Representing Grenada                                      | Representing Grenada                   | Representing Grenada | Representing Grenada | Representing Grenada |
| -------------------- | --------------------------------------------------------- | -------------------------------------- | -------------------- | -------------------- | -------------------- |
| 2003                 | Central American and Caribbean Championships in Athletics | St. George's, Grenada                  | 3rd                  | Half marathon        | 2:02:28              |
| 2016                 | OECS Track and Field Championships                        | Tortola, British Virgin Islands        | 1st                  | 3000m                | 10:30.03             |
| 2016                 | OECS Track and Field Championships                        | Tortola, British Virgin Islands        | 1st                  | 800m                 | 2:17.26              |
| 2016                 | OECS Track and Field Championships                        | Tortola, British Virgin Islands        | 1st                  | 1500m                | 4:45.51              |
| 2016                 | OECS Track and Field Championships                        | Tortola, British Virgin Islands        | 2nd                  | 4 × 400 m RELAY      | 3:41.75              |
| 2017                 | Grenada Invitational                                      | St. George's, Grenada                  | 3rd                  | 3000m                | 10:16.04             |
| 2017                 | Whitsuntide Games                                         | St. George's, Grenada                  | 1st                  | 800m                 | 2:15.67              |
| 2017                 | Whitsuntide Games                                         | St. George's, Grenada                  | 1st                  | 1500m                | 4:47.09              |
| 2017                 | OECS Track And Field Championships                        | Kirani James Athletic Stadium, Grenada | 1st                  | 3000m                | 10:54.85             |
| 2017                 | OECS Track And Field Championships                        | Kirani James Athletic Stadium, Grenada | 1st                  | 800m                 | 2:14.38              |
| 2017                 | OECS Track And Field Championships                        | Kirani James Athletic Stadium, Grenada | 1st                  | 1500m                | 4:49.51              |
| 2017                 | OECS Track And Field Championships                        | Kirani James Athletic Stadium, Grenada | 2nd                  | 4 × 400 m RELAY      | 3:37.48              |